# Egzamin ósmoklasisty
Egzamin ósmoklasisty (E8) – egzamin z wiadomości z wybranych przedmiotów z klas IV–VIII szkoły podstawowej. Po raz pierwszy egzamin został przeprowadzony w roku szkolnym 2018/2019.
Do egzaminu ósmoklasisty przystępują uczniowie VIII klasy szkoły podstawowej oraz uczniowie szkół artystycznych z kształceniem ogólnym z zakresu VIII klasy. Egzamin ósmoklasisty jest taki sam dla uczniów w całej Polsce, obowiązkowy i wymagany do ukończenia szkoły. Egzaminu ósmoklasisty nie można nie zdać – nie ma minimalnego progu zdawalności.

## Zasady obecne
Cały egzamin jest przeprowadzany w formie pisemnej. Uczeń na egzaminie z każdego przedmiotu otrzymuje arkusz egzaminacyjny. Znajdują się tam zadania zamknięte (tylko jedna poprawna odpowiedź do zakreślenia) i zadania otwarte (uczeń samodzielnie pisze odpowiedź).
W latach 2019–2024 ósmoklasista zdaje na egzaminie 3 przedmioty obowiązkowe:
- język polski – 1. dzień, 120 minut

- matematyka – 2. dzień, 100 minut

- język obcy nowożytny (do wyboru: angielski, niemiecki, hiszpański, francuski, rosyjski, włoski) – 3. dzień, 90 minut. Uczeń może wybrać tylko ten język, którego uczy się w szkole w ramach obowiązkowych zajęć edukacyjnych (jeśli w szkole nie ma zajęć z języka włoskiego, to uczeń nie może wybrać go na egzaminie)[2].

Każdy uczeń otrzymuje zaświadczenie o wynikach egzaminu ósmoklasisty – wynik procentowy oraz wynik na skali centylowej (odsetek zdających zaokrąglony do jedności, którzy uzyskali taki samo bądź niższy wynik) dla egzaminu z każdego przedmiotu. Wynik procentowy to odsetek punktów, które uczeń zdobył za zadania z danego przedmiotu.
Wynik centylowy to odsetek liczby ósmoklasistów z całego kraju, którzy uzyskali z egzaminu z danego przedmiotu wynik taki sam lub niższy niż zdający. Wyniki egzaminacyjne są ostateczne i nie mogą być podważone na drodze sądowej.
Osobom ze stwierdzoną dysleksją rozwojową przysługuje m.in. dodatkowy czas na pisanie egzaminu, możliwość zaznaczania odpowiedzi do zadań zamkniętych w zeszycie egzaminacyjnym, czy w niektórych przypadkach (na przykład, gdy uczeń ma stwierdzoną dysgrafię) zapisywania odpowiedzi do zadań otwartych na komputerze.

## Średnie wyniki dla poszczególnych egzaminów
Średnie uzyskane wyniki dla poszczególnych przedmiotów w latach 2019–2024 prezentuje poniższa tabela:
| Rok  | Język polski | Matematyka | Język angielski | Język francuski | Język hiszpański | Język niemiecki | Język rosyjski | Język włoski |
| ---- | ------------ | ---------- | --------------- | --------------- | ---------------- | --------------- | -------------- | ------------ |
| 2019 | 63%          | 45%        | 59%             | 61%             | 56%              | 42%             | 48%            | 58%          |
| 2020 | 59%          | 46%        | 54%             | 72%             | 66%              | 45%             | 48%            | 57%          |
| 2021 | 60%          | 47%        | 66%             | 79%             | 69%              | 49%             | 57%            | 77%          |
| 2022 | 60%          | 57%        | 67%             | 80%             | 81%              | 50%             | 65%            | 89%          |
| 2023 | 66%          | 53%        | 66%             | 82%             | 69%              | 53%             | 68%            | 69%          |
| 2024 | 61%          | 52%        | 66%             | 88%             | 72%              | 53%             | 79%            | 47%          |
| 2025 | 64%          | 50%        | 70%             | 87%             | 67%              | 61%             | 65%            | 60%          |

## Planowane zmiany w najbliższych latach
W latach szkolnych 2022/2023 i 2023/2024 egzamin ósmoklasisty był przeprowadzony na podstawie określonych wymagań egzaminacyjnych, a w 2024/2025 - będzie z całej podstawy programowej i znowelizowaną listę lektur (tj. wszystkie lektury w klasach 4-8 szkół podstawowych).
W latach 2019–2024 egzamin obejmował trzy przedmioty:
1. język polski,
2. matematyka,
3. język obcy nowożytny[1][11].

Planowano wprowadzenie od roku szkolnego 2021/2022 czwartego przedmiotu, który byłby wybierany spośród: biologii, chemii, fizyki, geografii lub historii. Ostatecznie pomysł został odroczony bezterminowo przez Ministerstwo Edukacji i Nauki z uwagi na głosy nauczycieli i rodziców. Początkowo jednak odłożenie to miało trwać jeden rok lub dwa lata i było podyktowane trwającą pandemią COVID-19.